# Dorfkirche Adelboden

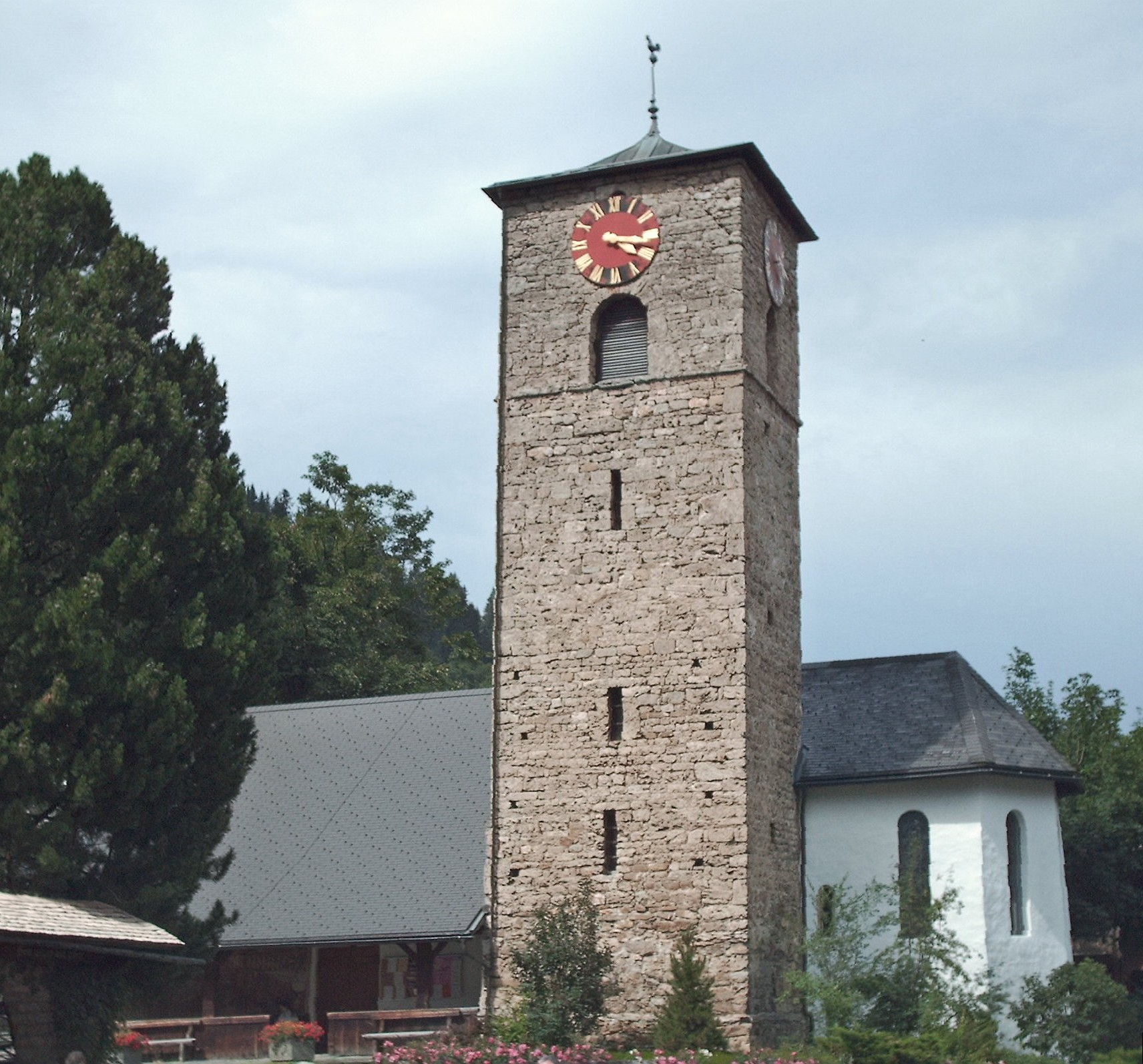
Dorfkirche von Adelboden

Die spätgotische Dorfkirche von Adelboden aus dem 15. Jahrhundert steht im Dorfzentrum von Adelboden (Kanton Bern; Schweiz).

## Geschichte

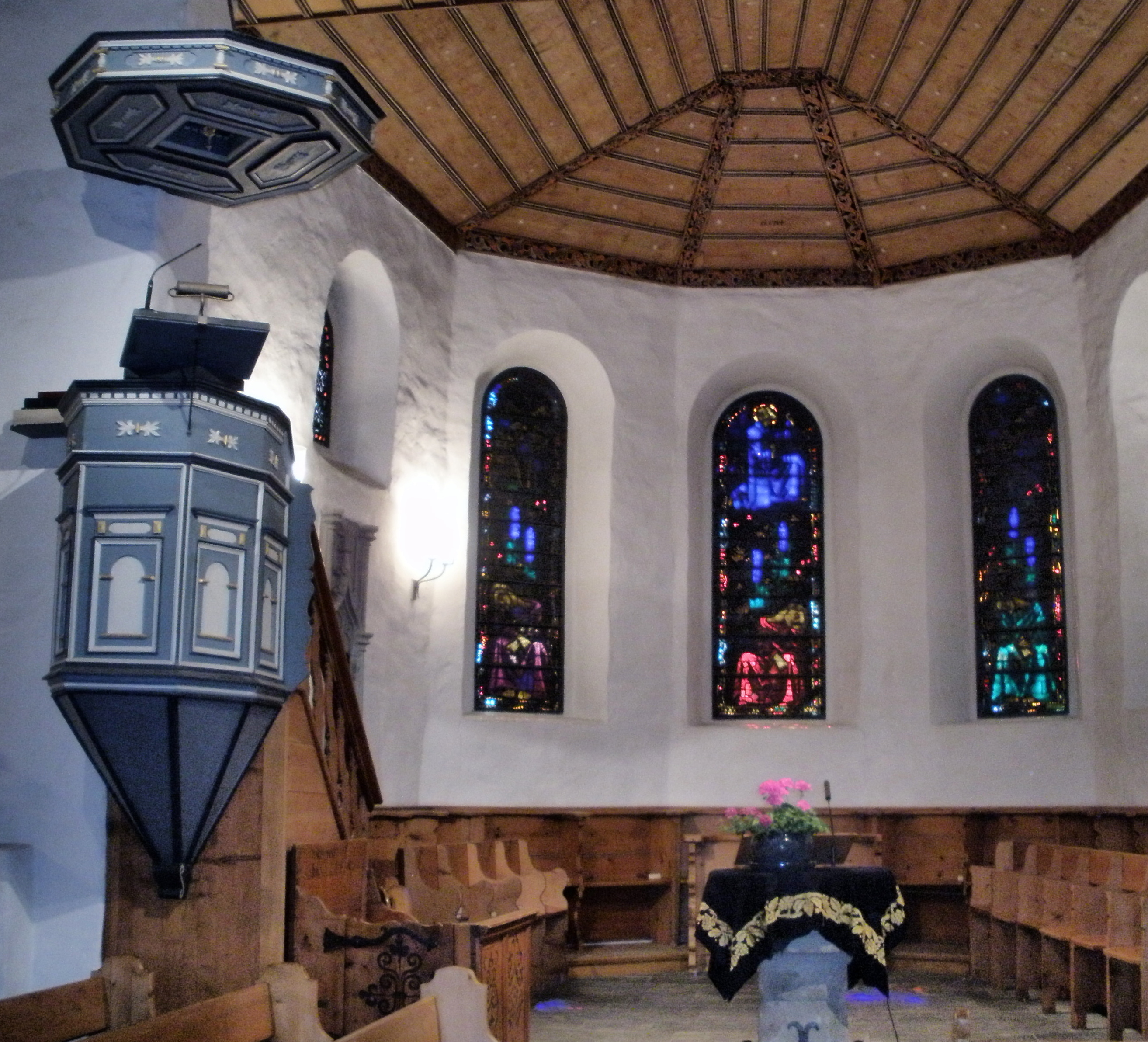
Innenansicht mit Kanzel und Chor

Adelboden hatte im 15. Jahrhundert bereits 400 bis 500 Einwohner, die kirchenrechtlich zu Frutigen gehörten, das etwa vier Wegstunden entfernt lag. Gesuche für eine eigene Kirche wurden vom Kloster Interlaken und vom Bischof von Lausanne abgelehnt. Zwölf Männer von Adelboden bauten daraufhin ohne Genehmigung eine kleine Kirche. Einer Legende zufolge soll in einer sternenklaren Nacht Schnee gefallen sein und so den Grundriss der Kirche auf der Wiese angezeigt haben.
Die Kirche war dem Hl. Antonius geweiht. Als die Kirche errichtet war verbürgten sich 56 Hausväter 1433 in einem bis heute erhaltenen Gelübdebrief mit ihrem Hab und Gut für die Besoldung eines Priesters mit 40 rheinischen Gulden jährlich. Eine zweite urkundliche Erwähnung stammt von 1439, als der Rat von Bern einen Streit zwischen den Adelbodnern und dem für die Frutiger Kirche zuständigen Kloster Interlaken entschied. Die Adelbodner Kirche wird dabei gleichzeitig als Leutkirche und Tochterkirche von Frutigen bezeichnet. Zehnten, Zinsen und Opfer fallen der Adelbodner Kirche zu, abzüglich einer jährlichen Abgabe an die Mutterkirche Frutigen. Jahrzeiten, die Adelbodner bereits der Kirche Frutigen gestiftet hatten, sollten weiterhin dieser zufallen, bei neuen Stiftungen gilt der Wille des Stifters. Es gibt Hinweise, dass der Erbauer der Kirche ein Basler war, ein Verwandter von Jakob Sarbach, dem Vollender des Fischmarktbrunnens und des Vortors am Spalentor: Sarbach ist ein Adelbodner Geschlecht, und es waren Basler, die ein Darlehen für den Kirchenbau gaben und die beim Gelübdebrief als Zeugen siegelten. Auch der Baustil weist nördliche Merkmale auf.
Das neue Kirchengebäude wurde in den nächsten Jahrzehnten nach und nach weiter ausgestattet: 1471 entstand das Fresko mit der Darstellung des jüngsten Gerichts in der Laube am seitlichen Eingang. 1485 erhielt die Kirche eine Glocke und 1488 wurde die gewölbte Holzdecke eingezogen.
Die Reformation kam erst durch den Oberländerfeldzug von Niklaus Manuel nach Adelboden. Der katholische Priester floh über den Hahnenmoospass ins weiterhin katholische Freiburgerland und in der Kirche wurde alles, was als „katholisch“ angesehen wurde, entfernt oder übertüncht. Erhalten ist noch das vergitterte Sakramentshäuslein im Altarraum, in dem sich zwei gotische Abendmahlskannen befinden, ein Weihkreuz am Aufgang zur Empore, eine Öffnung vom Turm zum Altarraum, durch die der Sigrist sehen konnte, wann er zur Wandlung mit der Glocke läuten musste, und das Fresko des jüngsten Gerichts. Die gotischen Abendmahlskelche wurden im 19. Jahrhundert verkauft und befinden sich heute im Historischen Museum in Bern.
1625 wurde die Kirche renoviert. Im 17. Jahrhundert erhielt die Empore einen Mittelteil für den Einsatz eines Posaunenchors. Im 18. Jahrhundert wurde die Kirche durch Stefan Allenbach mit Barockmalerei versehen, die an den Brüstungen der Empore erhalten ist.
Während des Zweiten Weltkriegs bauten in Adelboden internierte amerikanische und britische Soldaten einen Eingangstorbogen für das Kirchenareal.
1973 wurde die Kirche vollständig renoviert.

## Beschreibung

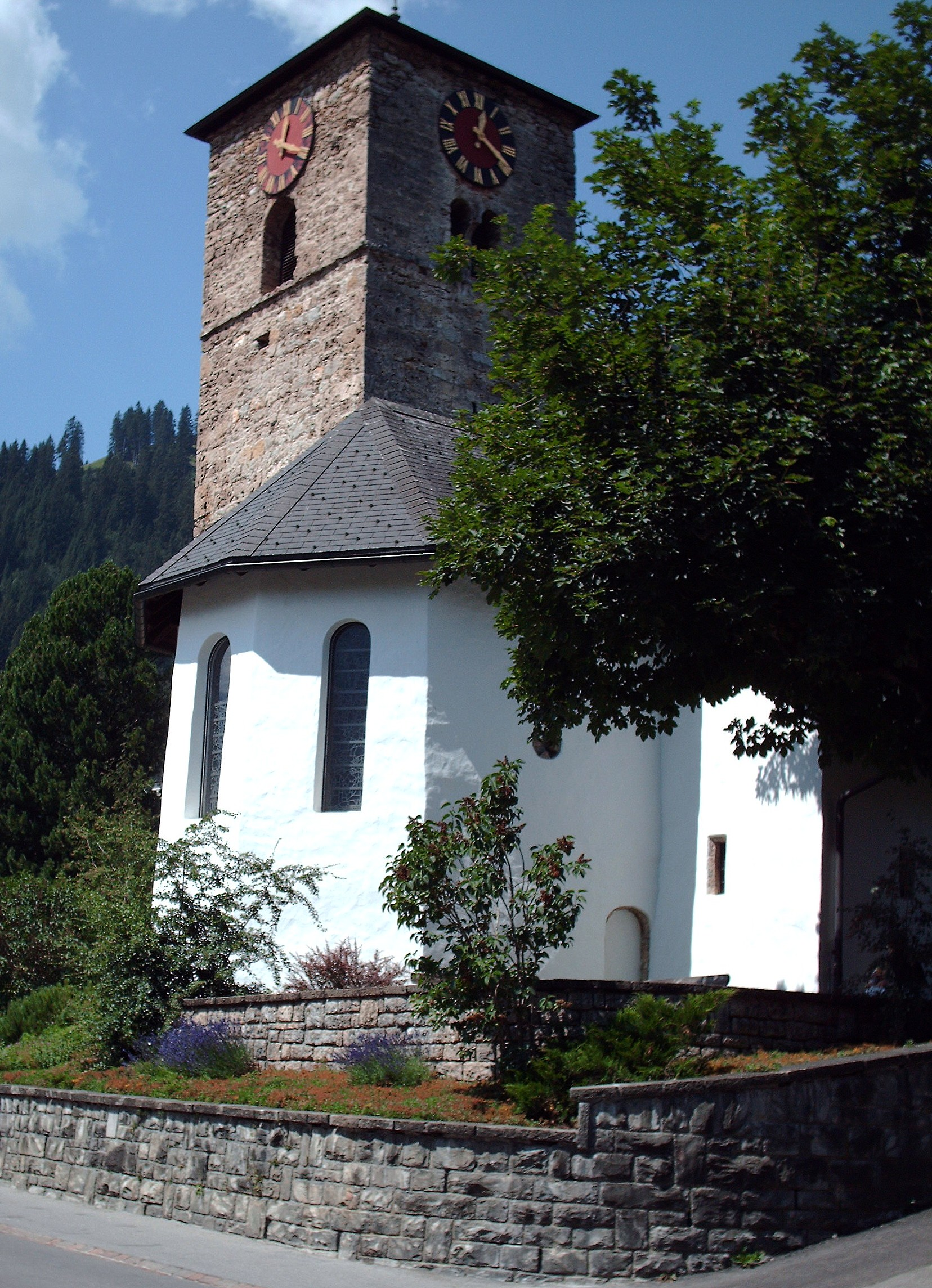
Dorfkirche von der Talseite

Der Turm auf der südlichen Talseite ist aus Tuffsteinquadern mit einem niedrigen Schindeldach. Er hatte ursprünglich ein Käsbissendach, das im Mauerwerk noch erkennbar ist. Der Turm ist leicht nach Süden geneigt.
Die gegen den Berghang gebaute Kirche ist weiss getüncht. Der Grundriss besteht aus einem rechteckigen Innenraum mit u-förmiger Empore und einem runden Chor an der Ostseite.
Die Innenausstattung ist von den weiss getünchten Aussenwänden abgesehen ganz aus Holz, die Decke braun, verziert mit Bändern mit rot bemalten geschnitzten Rankenmustern. Die Kanzel ist hellblau und weiss, die Empore in Grautönen bemalt. Die Empore wird von braunen Holzpfeilern getragen, die in der Form an gotische Steinpfeiler erinnern.
An der Empore finden sich Bibelsprüche, die der Adelbodner Maler Stephan Allenbach 1775 angebracht hat. Nach der damaligen Sitzordnung sassen auf der linken Empore die Burschen, auf der rechten die jungen Mädchen, und die Bibelsprüche wenden sich an die jeweils gegenüberliegende Seite. So steht beispielsweise rechts:
O Jüngling, freue dich in deine jungen Tagen
Doch so, dass vor Gericht du einst nicht müssest zagen. (Eccl. 11,9)
und links, im Blickfeld der Mädchenseite
Inwendig schmücket euch ihr Töchtern allesamt
Alsdann gefallet ihr der Seelen Bräutigam (Ps. 45,14)

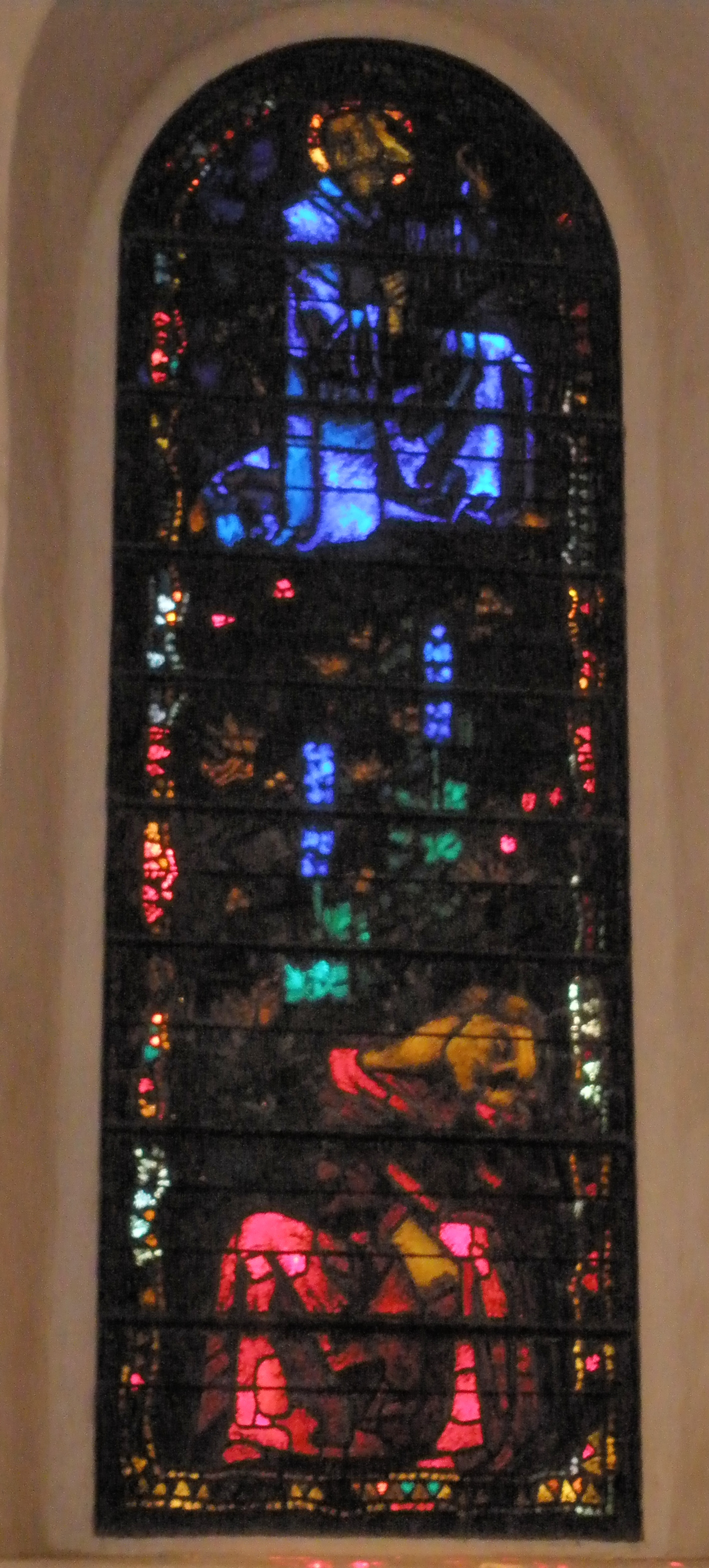
Mittleres Chorfenster (Jesus und Jakobus) von Augusto Giacometti

Das Frutigbuch enthält eine detaillierte Beschreibung der Kirche eines Pfarrers aus dem 19. Jahrhundert, der ausdrücklich ausführt, dass die Kirche noch einen besonderen Schmuck habe, der sie vor anderen Kirchen auszeichne: sie sei jeden Sonntag fast bis auf den letzten Platz besetzt. Auch heute sind noch an jedem gewöhnlichen Sonntag sämtliche Bankreihen besetzt.

### Kirchenfenster
1629 wurden Chorfenster mit Glasmalereien eingebaut, die 1824 wegen starker Beschädigung wieder entfernt wurden.
1937 erhielt die Kirche für den Chor (Architektur)|Chor drei neue Glasfenster von Augusto Giacometti. Sie haben als biblisches Thema die „Nacht von Getsemani“, wo Petrus (violett, links), Jakobus (rot, Mitte) und Johannes (grün, rechts) müde werden und einschlafen während Jesus (blau) wacht und betet (Mitte).

### Orgel
Bis 1856 wurde der Gemeindegesang von einem Posaunenchor angeführt. 1856 erhielt die Kirche eine Stubenorgel aus Diemtigen, 1886 eine neue Orgel von Weigh, Basel. Die heutige Orgel mit 14 Registern auf zwei Manualen und Pedal wurde 1953 von Orgelbau Kuhn (Männedorf) gebaut. 1973 erhielt das Instrument ein neues, zweiteiliges Gehäuse. 1990 und 2016 wurde die Orgel einer Revision unterzogen. 

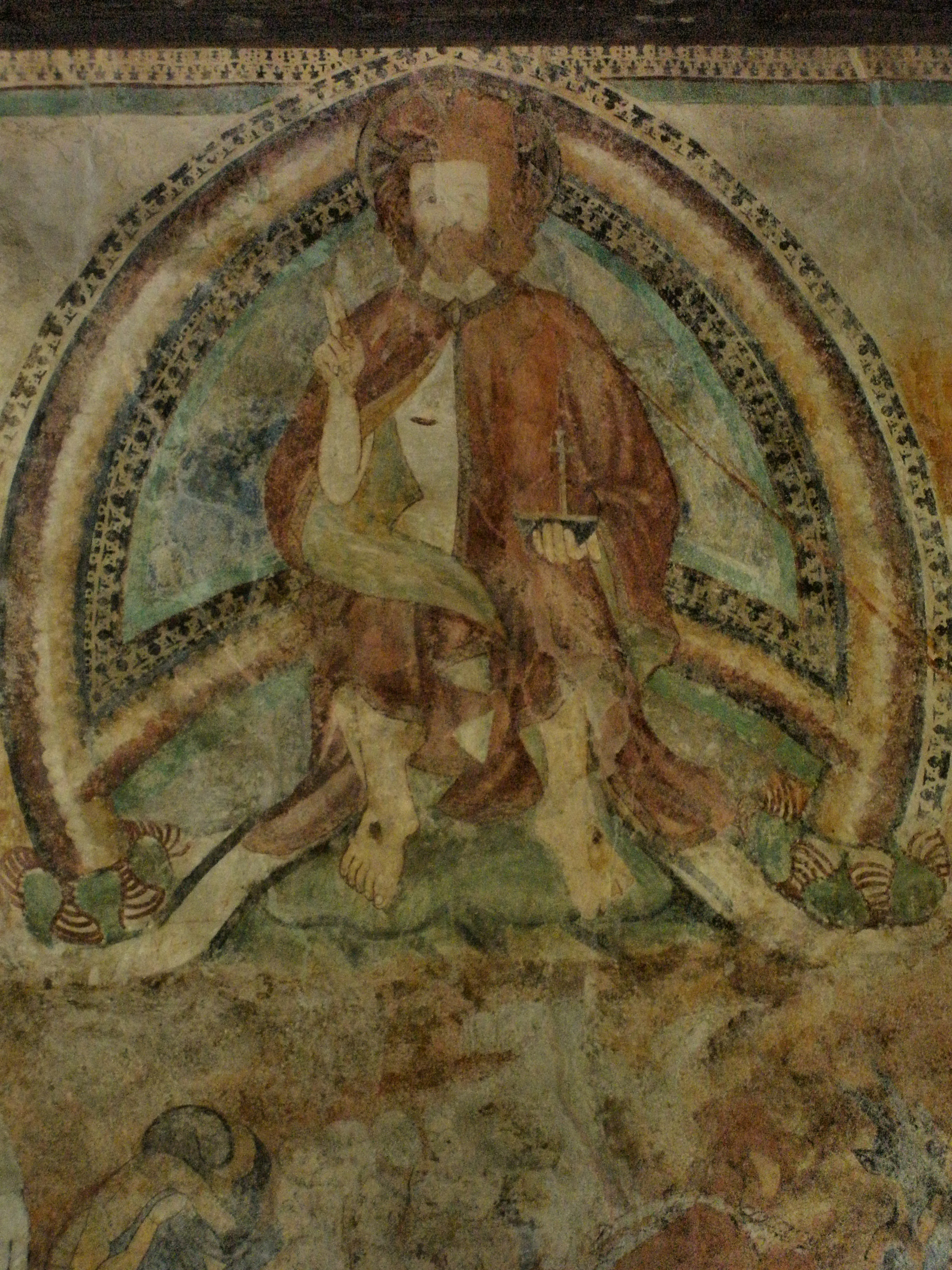
Christus als Weltenrichter, Ausschnitt des Freskos

### Fresko
Das 1471 entstandene Fresko beim südlichen Eingang stammt von einem unbekannten Künstler. Es stellt das jüngste Gericht dar. In der Mitte thront Christus als Weltenrichter auf dem Regenbogen, flankiert von Maria, Johannes dem Täufer und zwölf Aposteln, die alle fürbittend die Hände erheben. Das Paradies ist nicht mehr erkennbar. Links ist die Auferstehung der Toten zu sehen, rechts die fantasievoll dargestellte Hölle, ganz rechts der Limbus für die ungetauft gestorbenen Kinder. In der oberen rechten Ecke ist ein Priester beim Feiern einer Seelenmesse zu sehen, neben ihm ein Engel, der zwei offensichtlich dem Fegfeuer entrissene Seelen emporzieht. Das Fegfeuer selbst ist nicht mehr erkennbar.
Der Teil mit der Seelenmesse wurde, vermutlich in der Reformationszeit, übertüncht und mit einer Darstellung der klugen und törichten Jungfrauen übermalt. 1885 wurde das ursprüngliche Gemälde wieder freigelegt. 1965 wurde das Fresko konserviert.

### Glocken
Die älteste Glocke stammt von 1485. 1963 wurde sie mit drei Glocken der Glockengiesserei Aarau zu einem vollständigen Geläut ergänzt.
Die Glocken haben folgende Inschriften:
1. Schlagton e′, 1220 kg: Selig sind, die Gottes Wort hören und bewahren (1963)
2. Schlagton g′, ca. 700 kg: O rex gloriae xus [Christus] veni nobis cum pace maria ihs [Jesus Hominum Salvator] mcccclxxxv (1485)
3. Schlagton a′, 523 kg: Wachet und betet (1963)
4. Schlagton c', 309 kg: Ich will den Herrn loben allezeit (1963)